# Élections cantonales françaises de 1964
Des élections cantonales sont organisées en France les 8 et 15 mars 1964.
Étaient concernés un canton sur deux en métropole (sauf la Seine) et outre-mer.
1562 sièges sont à pourvoir en remplacement des 1 528 élus en 1958 auquel s'ajoutent 34 cantons récemment créés en Seine-et-Oise, Moselle et Meurthe-et-Moselle.

## Résultats
| Partis politiques ou coalitions | Partis politiques ou coalitions                | Premier tour | Premier tour | Premier tour | Second tour | Second tour | Second tour | Conseillers élus | Conseillers élus |
| Partis politiques ou coalitions | Partis politiques ou coalitions                | Voix         | %            | Sièges       | Voix        | %           | Sièges      | Conseillers élus | Conseillers élus |
| ------------------------------- | ---------------------------------------------- | ------------ | ------------ | ------------ | ----------- | ----------- | ----------- | ---------------- | ---------------- |
|                                 | Section française de l'Internationale ouvrière | 1 124 439    | 16,64        |              |             |             |             | 286              | 15               |
|                                 | Parti communiste français                      | 1 464 750    | 21,67        |              |             |             |             | 99               | 49               |
|                                 | Radicaux et centre-gauche                      | 990 057      | 14,65        |              |             |             |             | 401              | –33              |
|                                 | Gauche parlementaire                           | 3 579 246    | 52,96        |              |             |             |             | 953              | 31               |
|                                 |                                                |              |              |              |             |             |             |                  |                  |
|                                 | Union pour la nouvelle République              | 1 096 223    | 16,22        |              |             |             |             | 204              | 38               |
|                                 | Républicains indépendants                      | 1 096 223    | 16,22        |              |             |             |             | 204              | 38               |
|                                 | Mouvement républicain populaire                | 639 312      | 9,46         |              |             |             |             | 148              | –8               |
|                                 | Centre national des indépendants               | 493 687      | 7,31         |              |             |             |             | 165              | –44              |
|                                 | Droite parlementaire                           | 4 450 841    | 32,99        |              |             |             |             | 895              | –14              |
|                                 |                                                |              |              |              |             |             |             |                  |                  |
|                                 | Extrême gauche                                 | 160 514      | 2,38         |              |             |             |             | 40               | 11               |
|                                 | Parti socialiste unifié                        | 160 514      | 2,38         |              |             |             |             | 40               | 11               |
|                                 | Extrême droite                                 | 79 919       | 1,18         |              |             |             |             | 15               | 0                |
|                                 | Action locale                                  | 709 223      | 10,49        |              |             |             |             | 204              | 6                |
|                                 |                                                |              |              |              |             |             |             |                  |                  |
| Inscrits                        | Inscrits                                       | 12 270 120   | 100,00       |              |             |             |             |                  |                  |
| Abstentions                     | Abstentions                                    | 5 323 611    | 43,6         |              |             |             |             |                  |                  |
| Votants                         | Votants                                        | 6 946 509    | 56,4         |              |             |             |             |                  |                  |
| Blancs et nuls                  | Blancs et nuls                                 | 188 385      | 2,7          |              |             |             |             |                  |                  |
| Exprimés                        | Exprimés                                       | 6 758 124    | 97,3         |              |             |             |             |                  |                  |

## Analyse

### Premier tour
Le taux d'abstention est élevé : 44,4 % (de peu inférieur à celui de 1961 : 44,5 %)

969 conseillers généraux ont été choisis, dont 863 sortants.

### Second tour
Plus forte participation des électeurs : 41,8 %
| Tendances                   | 1964 | 1964  | 1964   |
| Tendances                   | Élus | Gains | Pertes |
| --------------------------- | ---- | ----- | ------ |
| Extrême-gauche, PSU         | 40   | + 11  |        |
| Communistes                 | 99   | + 49  |        |
| SFIO                        | 286  | + 15  |        |
| Radicaux                    | 199  |       | - 39   |
| Divers ou centre-gauche     | 202  | + 6   |        |
| MRP                         | 148  |       | - 8    |
| UNR                         | 123  | + 33  |        |
| Républicains indépendants   | 81   | + 5   |        |
| Indépendants et modérés     | 165  |       | - 44   |
| Extrême-droite, poujadistes | 15   |       |        |
| Divers, puis Action locale  | 204  | + 6   |        |
|                             |      |       |        |
| Total                       | 1562 |       |        |